# Арабская ящеричная змея
Арабская ящеричная змея (лат. Malpolon moilensis) — ядовитая змея из семейства Psammophiidae.

## Внешний вид
Змея от средних до крупных размеров со средней длиной тела 70-80 см, редко достигает 1,2 м. Указания на змей с длиной тела около 1,9 м по-видимому являются ошибочными. Тело тонкое, но мускулистое, с короткой головой, оканчивающейся загнутым вниз кончиком. Глаза крупные, с красной или оранжевой радужиной и круглыми зрачками. Шейный перехват выражен слабо. Хвост длинный, составляет 18 % общей длины змеи. Анальный щиток разделён на два.
Окрашена в песчаные тона с пёстрым рисунком из коричневых пятен. На шее хорошо заметны два крупных тёмных пятна, контрастирующих с белым цветом верхнегубных щитков. Низ тела белёсый.

## Распространение
Обитает в Северной Африке от Марокко, Западной Сахары и Мавритании до Египта, Судана и Эритреи и на Ближнем Востоке от Леванта и Аравийского полуострова до Ирана. По-видимому, имеет изолированные популяции в Западной Африке (Мали, Нигер,  Мавритания, Нигерия).

## Образ жизни
Обитает в каменистых пустынях, на равнинах, у подножия гор, в прибрежных регионах и на возделываемых территориях. Ведёт преимущественно дневной образ жизни, хотя в тёплое время может быть активна и в сумерках. 
Питается мелкими млекопитающими, такими как песчанки, а также ящерицами, змеями и птицами. Молодые особи охотятся на крупных насекомых. Для поиска добычи используют усечённый конец морды, которым ворошат укрытия. Добычу убивает ядом, который вводится в жертву через ядовитые зубы располагающиеся в задней части челюсти. Для человека яд арабской ящеричной змеи не опасен, вызывая лишь опухание в месте укуса. 
В случае опасности змея поднимает переднюю часть тела над землёй и расширяет бока шеи, имитируя позу кобр. Но, в отличие от них, не нападает, а разворачивается спинной стороной, чтобы показать «капюшон» врагу.
Яйцекладущий вид. Самки откладывают от 4 до 18 яиц за раз.

## Природоохранный статус
На основании широкого распространения и отсутствия серьёзных угроз Международным союзом охраны природы этому виду был присвоен статус «Вызывающего наименьшие опасения».